# Kotlet pożarski

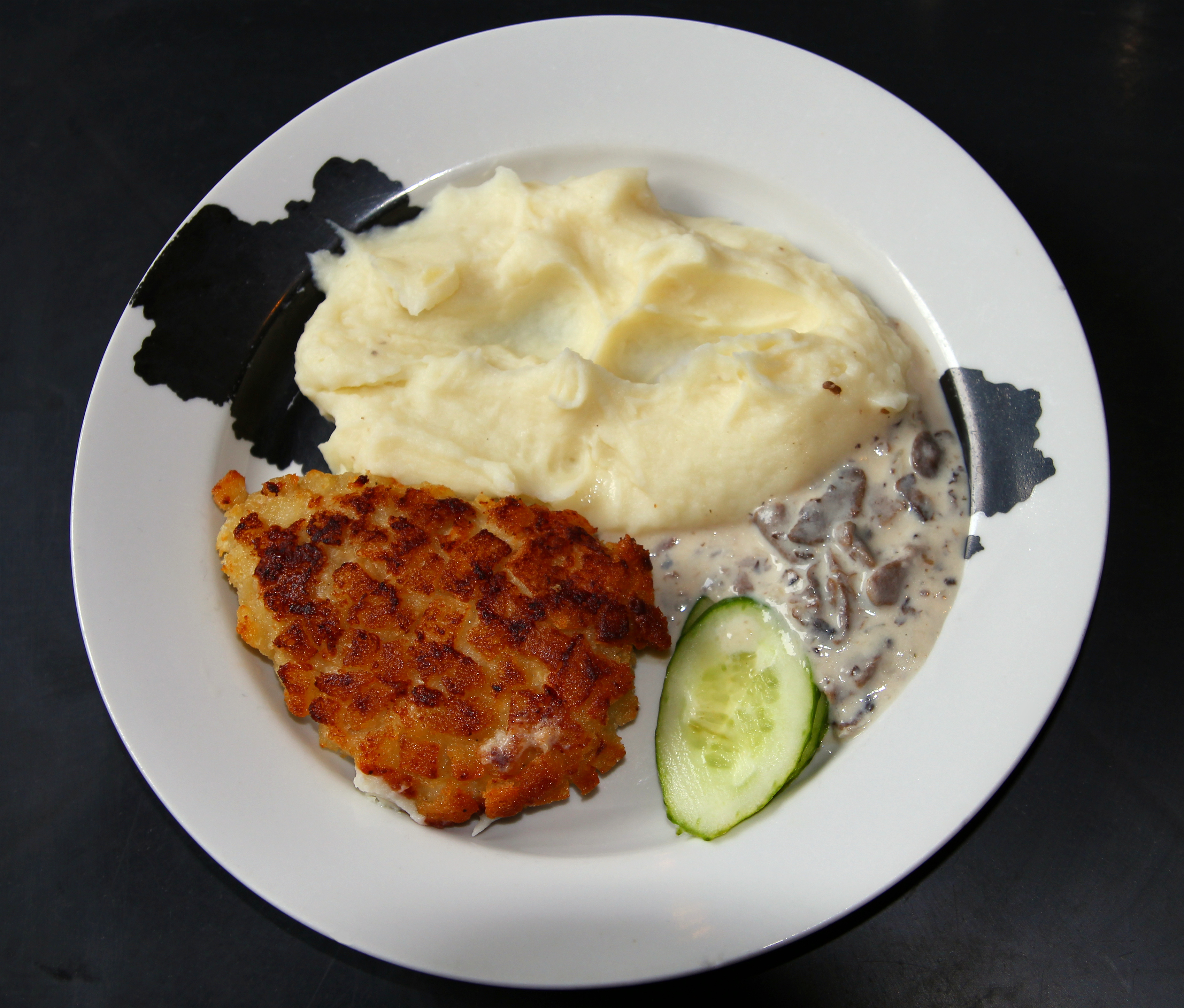
Kotlet pożarski

Kotlet pożarski (pierwotnie „kotlet Pożarskiego” lub „kotlet à la Pożarski”) – panierowany kotlet siekany z mięsa drobiowego lub mieszanego drobiowego i cielęcego. 
Pierwotnie przyrządzany z rozbitej piersi kurzej, uformowanej na kształt udka kurczęcia, z włożoną w środek kostką. W polskich przepisach z drugiej połowy XIX wieku kotlety pożarskie przygotowywano nadziewając pierś kurzą farszem z cielęciny lub wątróbki. 
Potrawa pochodzi z kuchni rosyjskiej i powstała na początku XIX wieku. Według przekazu miała być przyrządzana przez karczmarza o nazwisku Pożarski, u którego miał się zatrzymać Mikołaj I. Danie miało na tyle zasmakować władcy, że polecił włączyć je do dworskiego menu. Według bardziej wiarygodnej wersji znano je już na dworze Aleksandra I, a jego twórcą był wybitny kucharz Marie-Antoine Carême, nazwa zaś pochodzi od nazwiska zasłużonego kniazia Dmitrija Pożarskiego.
W warszawskich restauracjach kotlety pożarskie były podawane co najmniej od połowy XIX wieku, a według Lucyny Ćwierczakiewiczowej były robione z „resztek oskrobanych z drobiu, pomieszanych z cielęciną”. Jako kotlety Pożarskiego występują już w anonimowym poradniku kulinarnym Wydoskonalona kucharka z 1847 roku, gdzie zaleca się przyrządzać je z mięsa jarząbka i kurczęcia, posiekane i ubite w moździerzu z dodatkiem rozbitego jajka i muszkatołowej przyprawy.